# Werneria iboundji
Espèce
Statut de conservation UICN

 CR B1ab(iii)+2ab(iii) : 
En danger critique
Werneria iboundji est une espèce d'amphibiens de la famille des Bufonidae.

## Répartition
Cette espèce est endémique de la province d'Ogooué-Lolo au Gabon. Elle se rencontre sur le versant Est du mont Iboundji dans le massif du Chaillu.

## Étymologie
Son nom d'espèce lui a été donné en référence au lieu de sa découverte, le mont Iboundji.

## Publication originale
- Rödel, Schmitz, Pauwels & Böhme, 2004 : Revision of the genus Werneria Poche, 1903, including the descriptions of two new species from Cameroon and Gabon (Amphibia: Anura: Bufonidae). Zootaxa, no 720.